# Талева къща (Месокастро)
Талевата къща (на македонска литературна норма: Талева куќа) е възрожденска къща в град Охрид, Северна Македония. Сградата, която е сред малкото в голяма степен оригинално запазени представители на охридската архитектура от XIX век, е обявена за значимо културно наследство на Република Македония.

## История
Къщата е разположена в Месокастро, на улица „11-и октомври“ № 13 и 14 (стар адрес „Стив Нумов“ № 14). Изградена е в XIX век. Принадлежала е на братята Милчо, Ване и Ставре Талеви. Талевци са богато охридско семейство, което се занимавало с производство и търговия с вино, с кираджийство и ханджийство. Свързани били и с ВМОРО – в къщата са запазени тайни изходи към двете улици, както и скривалища са комити. В 1928 година семейството е принудено от сръбските власти да емигрира в България и къщата дълго време е изоставена. В 1953 година къщата става собственост на четири семейства, между които и Ванчо Талев, и съответно са извършени многобройни вътрешни адаптации и доизграждане на част от приземието, както и кат на цялата западна фасада.
На 1 януари 1951 година къщата е обявена за паметник на културата.

## Архитектура
Теренът на къщата се спуска стръмно на изток към улица „Димче Маленко“. Западната му част с ката е на 5,5 m по-високи и излиза на улица „Нада Филева“. Част от помещенията на приземния етаж и ката са вкопани в скала. Къщата се състои от изба (керал), приземие и кат. В избата по-рано се съхранявало виното, зимнина и дърва, а сега освен изби има и лятна кухня и работилница. Подът бил от пръст, а сега отчасти с теракота. В приземието, градено от камък, се извършват функции – готвене и престой, а на ката, паянтова конструкция, са гостните и спалните. От приземието на ката водят дървени стълби. Подовете са дъсчени. Таванът на една от приземните стаи е с автентичен резбован таван, а останалите са измазани. Къщата е изградена с природни материали. Приземието и избата са отт камък с дебелина от 80 cm, а етажът е паянтова конструкция. Междуетажните и покривната конструкция са дървени, а покритието е от керемиди. Къщата има красива фасада – боядисана в бяло, с еркерно издадени чардаци, подпрени с коси дървени греди, експонирани оджаци, дървени обшивки и богато профилирани стрехи.